# Eristicus clarigator
Eristicus clarigator là một loài tò vò trong họ Ichneumonidae.